# Manitou Group
Pour les articles homonymes, voir Manitou (homonymie).
Manitou Group est une entreprise française basée à Ancenis (Loire-Atlantique) qui conçoit, produit, distribue et assure le service de matériels de manutention à destination de la construction, de l'agriculture et des industries. Elle emploie 6 000 salariés sur dix sites de productions, dont six en France. Manitou Group dispose d'un réseau de 800 concessionnaires dans de nombreux pays et distribue ses produits sous les marques « Manitou » et « Gehl ». Le groupe est coté à la bourse de Paris sur le marché Euronext.

## Histoire
La société « Braud Mécanique Générale » est créée en 1944 par Andrée Braud, veuve de Marcel Braud, à Ancenis. La société fabrique des bétonnières, des grues et des presses à blocs de béton. Leur fils, Marcel Braud, s'associe ensuite à Henri Faucheux pour fonder en 1953 la société « Braud & Faucheux », qui compte une douzaine de salariés. Henri Faucheux en prend la direction.
L'entreprise se développe en 1958 avec l'invention par Henri Faucheux (brevet no 1-249-359 et 1-249-358) du premier chariot élévateur tout-terrain, hybride entre le chariot élévateur existant à l'époque et le tracteur agricole. Son principe réside dans l'inversion du schéma hydraulique d'un tracteur agricole et de l'ajout d'un mât de levage. Henri Faucheux confie à Marcel Braud le développement du produit baptisé « Manitou » (celui qui manie tout), un nom aussitôt déposé à l'Institut national de la propriété industrielle (INPI).
En 1971, Marcel Braud succède à Henri Faucheux et signe l'année suivante un accord de distribution avec Toyota, constructeur japonais d'engins de manutention. Le groupe s'internationalise, en 1972, avec l'ouverture de Manitou UK (United-Kingdom), première filiale du groupe, qui ouvre ses portes à Chandler's Ford, près de Southampton en Angleterre. L'année suivante, l'entreprise déménage, quittant ses ateliers du boulevard Pasteur, près de la gare, pour s'installer dans la zone industrielle au nord d'Ancenis. Braud-Faucheux devient « Manitou », en 1981, prenant le nom de sa principale marque. Trois ans plus tard, la société entre en bourse, sur le second marché.
Cinq ans plus tard, la filiale Manitou Italia est inaugurée. Son site de production et ses bureaux d'études à Castelfranco sont spécialisés dans les chariots télescopiques rotatifs et des modèles de fort tonnage développés pour le secteur minier. Cette filiale dispose également d'un Centre de compétences accessoires (ACC). En 1993, la société Loc Manutention est rachetée par le groupe Manitou. Spécialiste des produits de magasinage, la filiale aujourd’hui appelée « LMH Solutions » dispose d’un site de production situé à Beaupréau. En 2006, Manitou achète une usine taïwanaise produisant des chariots industriels à Hangzhou, en Chine. La filiale Manitou Hangzhou deviendra plus tard Manitou China. Par la suite, en 2008, le groupe Manitou acquiert la société américaine Gehl.
Jean-Christophe Giroux est nommé à la tête du groupe, en juin 2009. Le directeur général réorganise le groupe autour de ses catégories de produits. Il quitte la société en mars 2013 et c'est Dominique Bamas, alors Administrateur, qui assurera la direction générale à titre provisoire. En janvier 2014, Michel Denis est nommé comme Directeur général.
L'année suivante, Manitou Group s'implante à Dubaï, avec sa filiale Manitou Middle East, dont les bureaux se trouvent à Jafza (Jebel Ali Free Zone). Dans la foulée, le groupe inaugure son premier site de production au Brésil, à Vinhedo, dans l’État de São Paulo, spécialisé dans les chariots télescopiques moyennes et grandes hauteurs.
En juin 2017, Marcel Braud, fondateur du premier chariot élévateur Manitou, quitte la présidence du conseil d'administration pour devenir président d'honneur de Manitou Group. C'est désormais sa sœur Jacqueline Himsworth qui exerce les fonctions de présidente du conseil d'administration du groupe. Manitou inaugure, la même année, sa nouvelle entité Manitou Equipment India dans la banlieue de New Delhi, à Greater Noida, résultant de l'acquisition récente de Terex Equipment Private Limited, spécialisée dans la conception et la fabrication de mini-chargeuses et de tractopelles.
En décembre 2017, après 4 années au poste de directeur général, le mandat de Michel Denis est reconduit pour 4 années supplémentaires jusqu'en 2022.
En février 2018, Manitou Group inaugure un nouveau centre de recherche et d'essais nommé “R&D Test Center” à Ancenis à proximité de son siège social. Ce nouvel espace permet de réaliser des tests d’endurance et de durabilité sur l’ensemble des prototypes et composants Manitou.
En octobre 2019, le groupe Manitou inaugure son nouveau "Training Center" basé à Ancenis. Un centre de formation de 1 600 m2 permettant de répondre à la demande de formations des concessionnaires.
Début 2020, Manitou Group annonce avoir franchi le seuil des deux milliards d'euros de chiffre d'affaires en 2019. Ses ventes ont augmenté de 11 % par rapport à l'année précédente, mais le groupe table pour une chute de 10 % de ces mêmes ventes en 2020,. En septembre 2020, le groupe revoit ses prévisions à la baisse avec - 30 % attendus, fait part d'un chiffre d'affaires en régression depuis mi 2019, régression aggravée par la crise de la covid-19.
En décembre 2020, l'entreprise annonce la fermeture en mars 2021 de l'usine de Waco (Texas) employant 148 salariés.
Début 2021, Michel Denis, Directeur général du groupe, dévoile la nouvelle feuille de route New Horizons 2025 ayant pour objectif de réaliser un CA supérieur à 2,5 milliards et incluant la stratégie RSE. Le groupe publie aussi son chiffre d’affaires en baisse de 24 % par rapport à 2019. Cependant, le carnet de commandes de l’entreprise atteint un nombre record au 4e trimestre 2020.
En mars 2022, Michel Denis, Directeur général, et Jacqueline Himsworth, présidente du conseil d'administration, inaugurent le dixième site de production du groupe. Située à Candé (Maine-et-Loire), cette nouvelle usine de 18 000 m2 dédiée aux nacelles tout-terrain a pour objectif de répondre à un marché mondial en croissance depuis plusieurs années, notamment sur les gammes électriques.
Début 2023, Manitou Group prend une prise de participation majoritaire à hauteur de 82 % de la société française easyLi, spécialisée dans la conception et la production de batteries lithium-ion. Cette opération stratégique permet au groupe de se doter de compétences spécifiques dans le cadre de sa transition énergétique.
Début 2024, Manitou Group acquiert 75 % de la société italienne COME S.r.l, spécialisée dans la production de pièces mécano-soudées, et de 75 % de l'entreprise italienne Metal Work S.r.l, spécialisée dans la découpe laser. Ces investissements visent à accompagner le développement du groupe en intégrant deux étapes amont de l'assemblage des machines produites dans l'usine italienne de Castelfranco.
En mars 2024, Manitou Group publie ses résultats annuels 2023 avec un résultat net record de 143,4 millions d'euros. Son chiffre d’affaires annuel atteint également un niveau sans précédent avec 2,9 milliards d'euros.

## Galerie

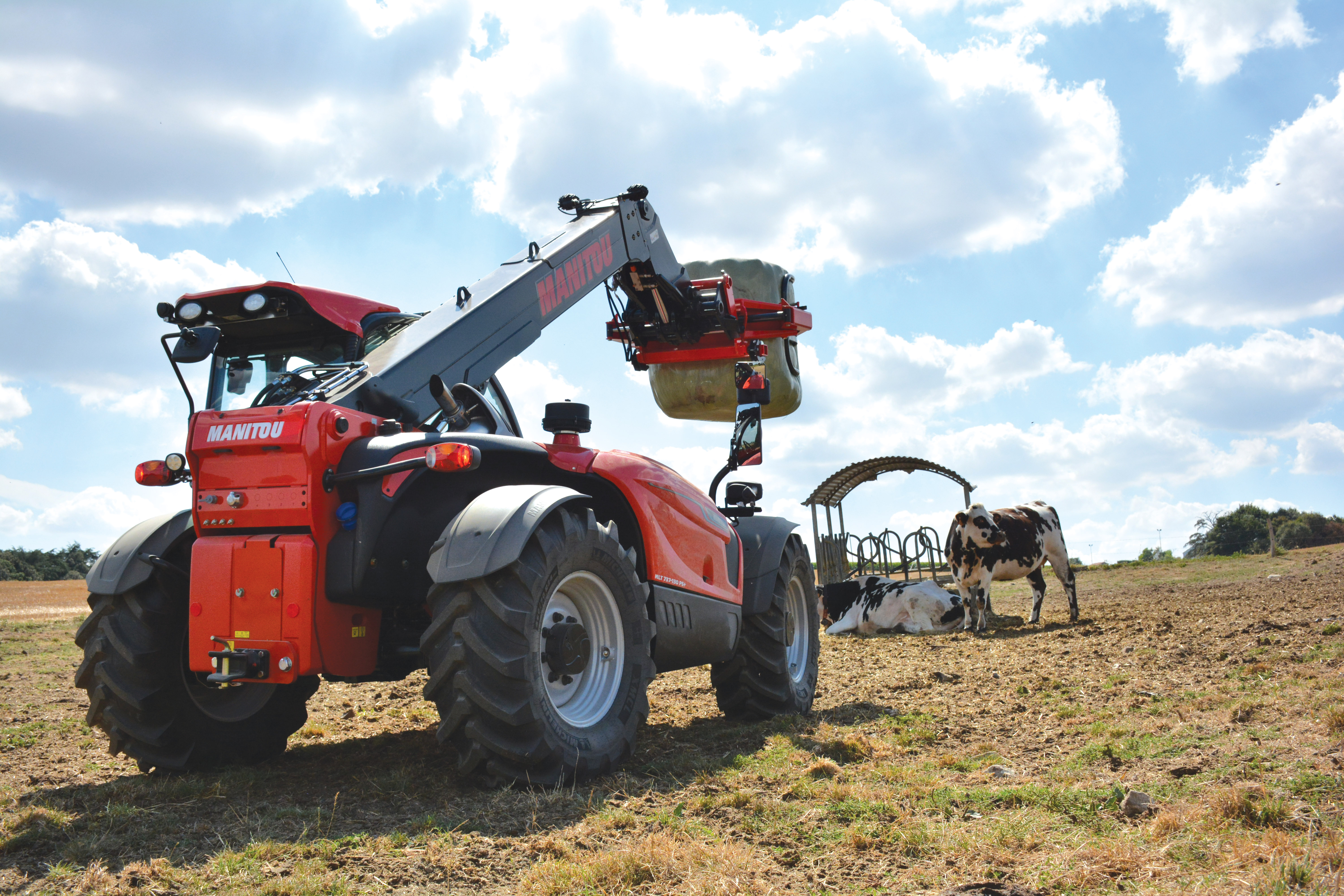
Chariot télescopique
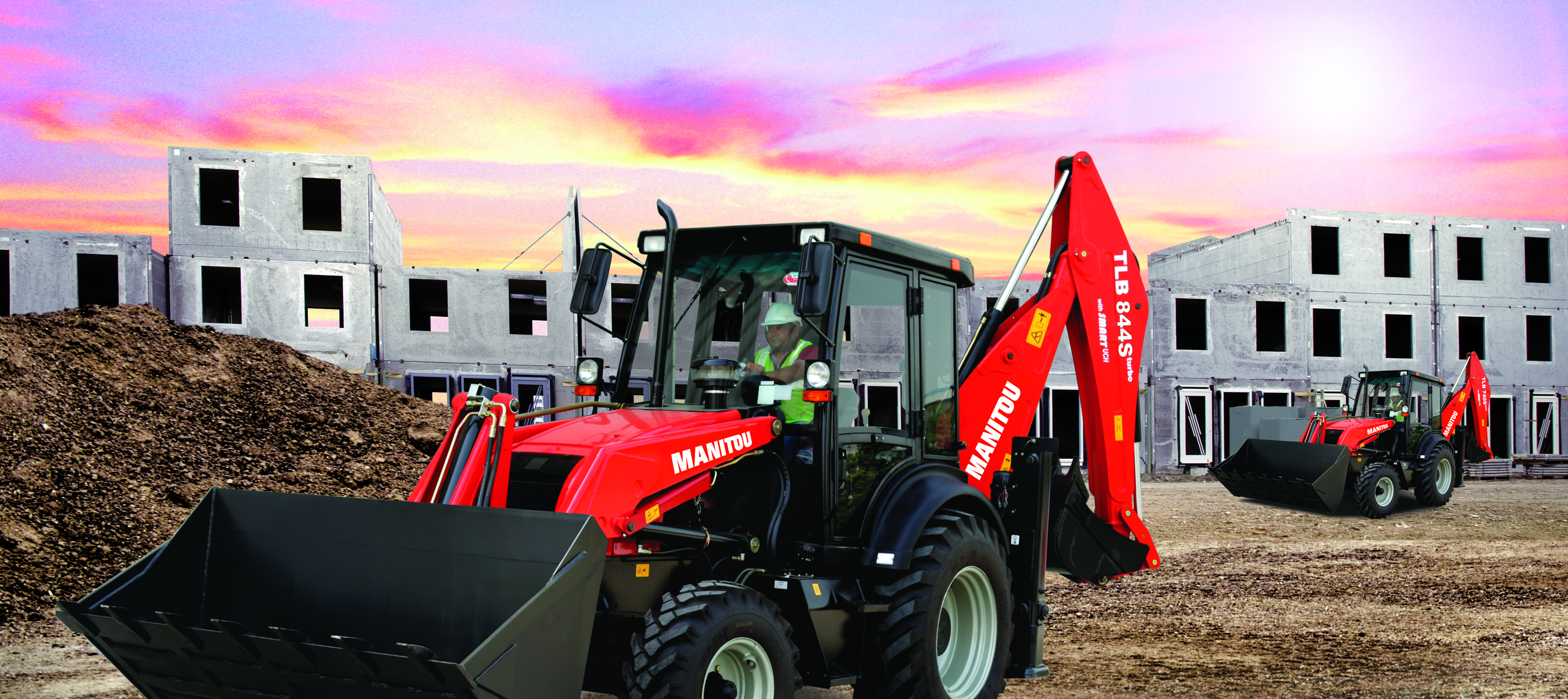
Tractopelle
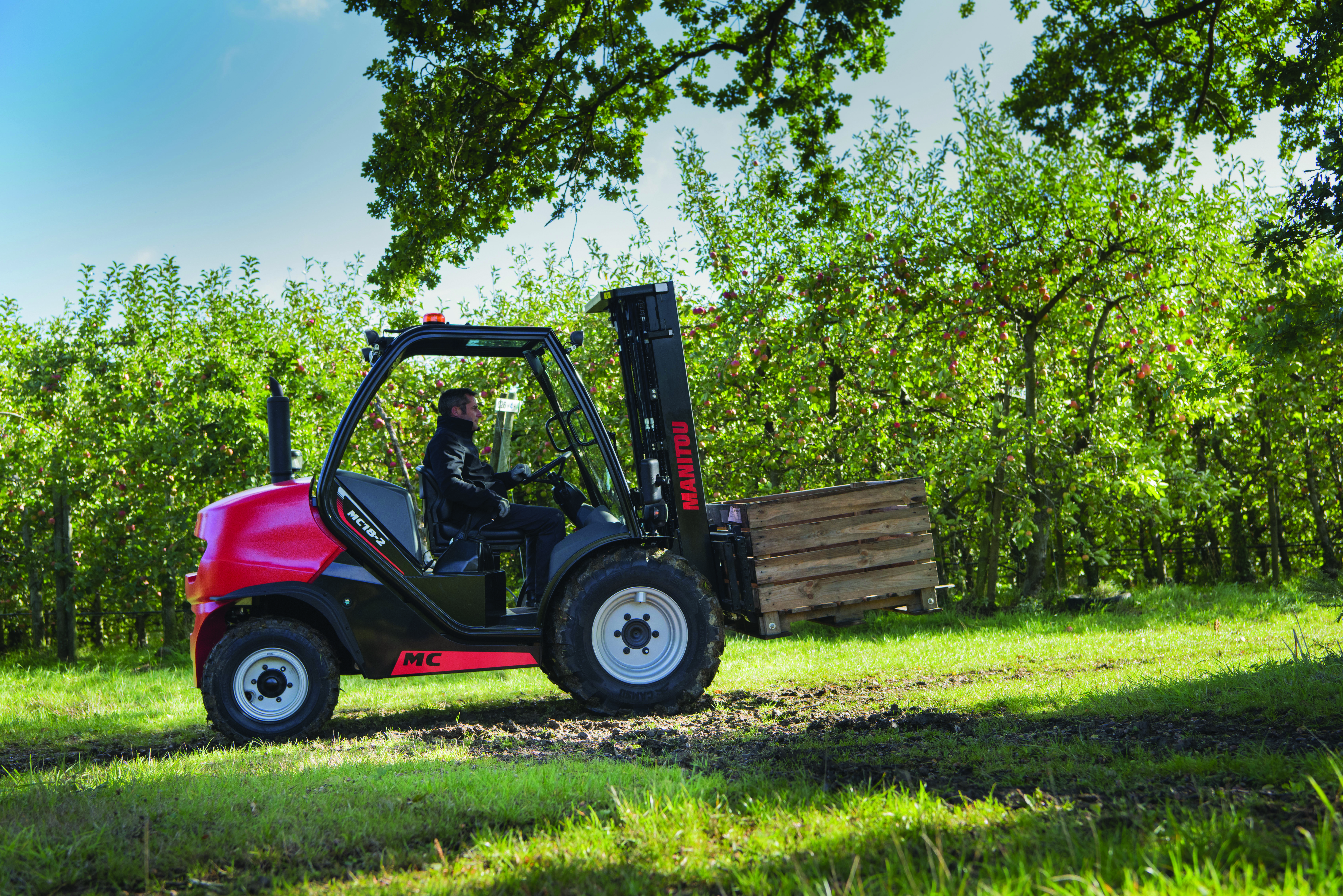
Chariot élévateur
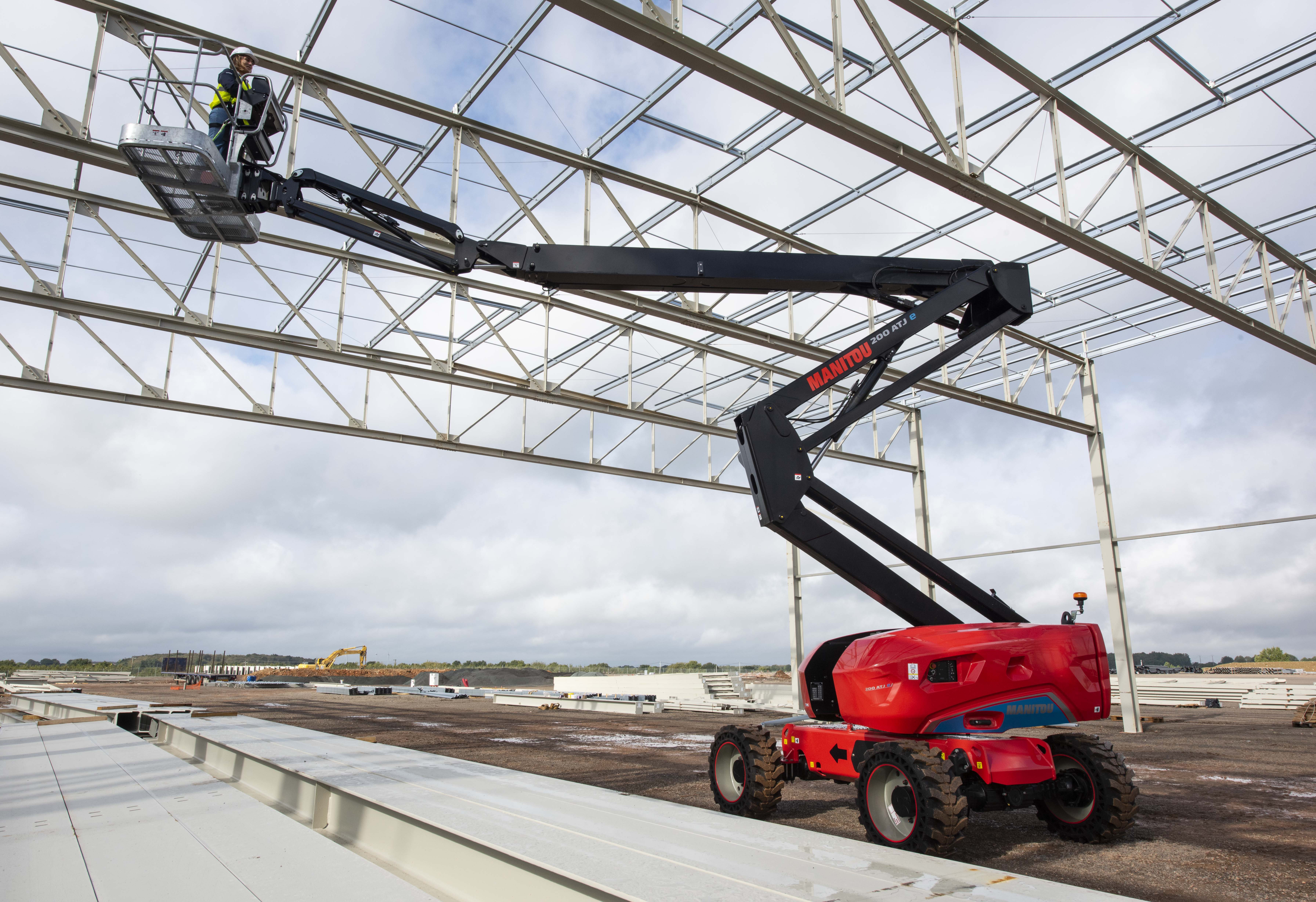
Nacelle élévatrice
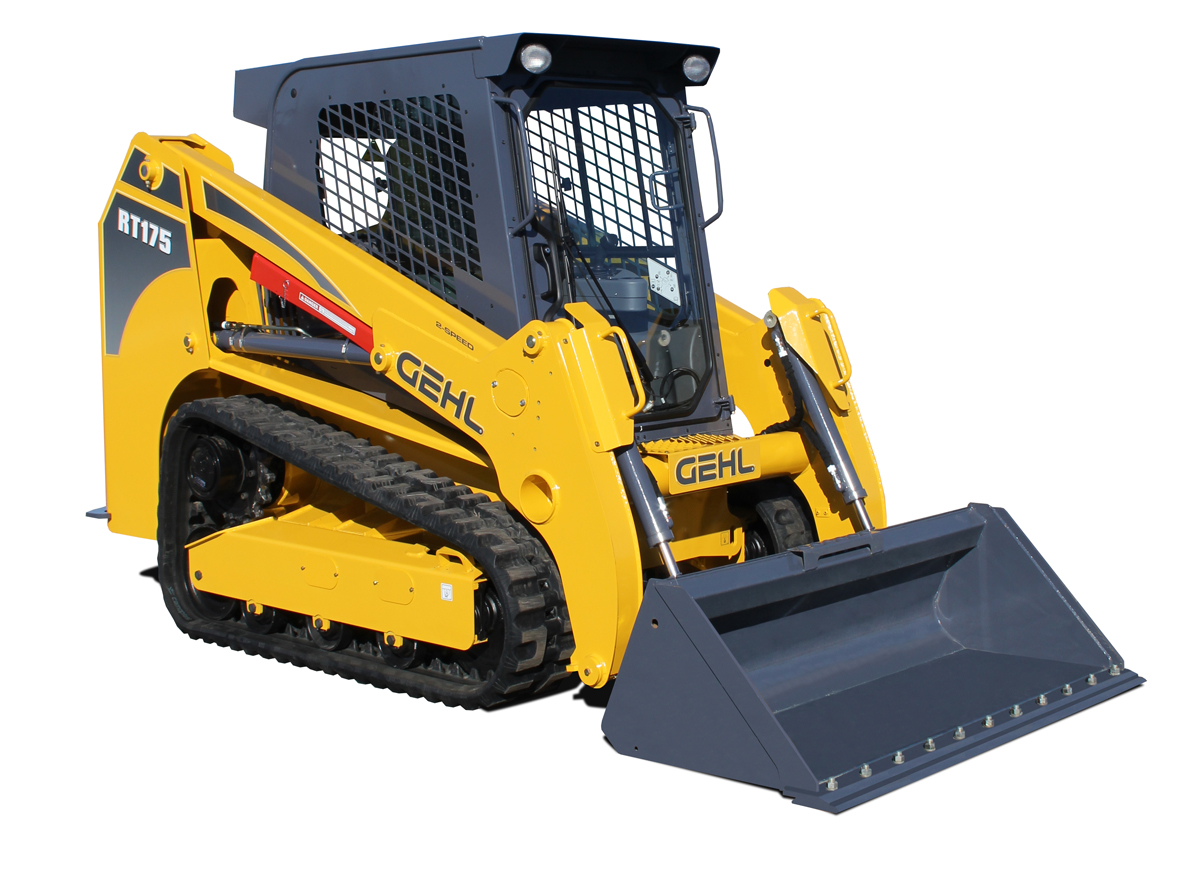
Chargeuse compacte

## Chiffre d'affaires
En 2024 : 2,7 milliards d'euros
Répartition par zone géographique (2024):
- 894 M€ Europe du Nord
- 942 M€ Europe du Sud
- 565 M€ Amériques
- 256 M€ APAM (Asie Pacifique Afrique Moyen-Orient)

Répartition par marché (2024):
- 63 % construction
- 11 % industries
- 26 % agriculture